# The Phenomenon of Craving
The Phenomenon of Craving is een ep van de Amerikaanse punkband Good Riddance. Het werd uitgegeven op 23 mei 2000 door het label Fat Wreck Chords. Drummer Sean Sellers, die lange tijd bij de band had gespeeld, verliet Good Riddance al begin 1999. Hij werd vervangen door Dave Raun (van Lagwagon), die op enkele tours met Good Riddance ging en meewerkte aan het opnemen van deze ep. De permanente vervanging voor Sellers werd Dave Wagenschutz (van Kid Dynamite), die het jaar daarop bij de band zou gaan spelen en tevens meewerkte aan het opnemen van het studioalbum Symptoms of a Leveling Spirit.

## Nummers
1. "Cages" - 1:58
2. "One for the Braves" - 2:29
3. "Uniontown" - 2:33
4. "Calendar" - 1:48
5. "Start at Zero" - 3:13
6. "Undefeated" - 1:56

## Band
- Russ Rankin - zang
- Luke Pabich - gitaar
- Chuck Platt - basgitaar
- Dave Raun - drums